# Sentinel Peak, Antarktis
Sentinel Peak är en bergstopp i Antarktis. Den ligger i Östantarktis. Nya Zeeland gör anspråk på området. Toppen på Sentinel Peak är 2 000 meter över havet.
Terrängen runt Sentinel Peak är bergig norrut, men söderut är den kuperad. Trakten är obefolkad. Det finns inga samhällen i närheten. 